# Ynglingatal

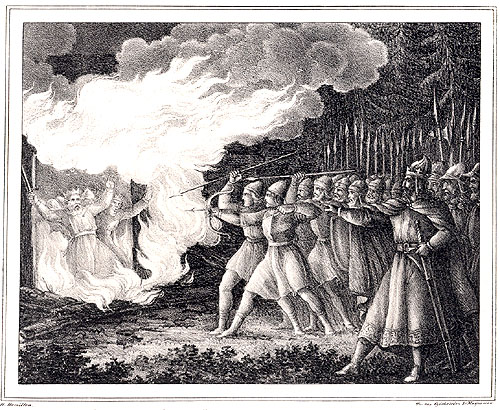
De 7e-eeuwse koning Ingjaldr hinn illráði vermoordt de andere koningen van Zweden en wordt zo alleenheerser van het land. Illustratie van Hugo Hamilton, 1830.

De Ynglingatal is een Vikingsaga over het geslacht Ynglinge, het eerste Scandinavische koningshuis, van het begin van de jaartelling tot de 9e eeuw n.Chr.
De saga, vermoedelijk 9e-eeuws, is een episch verhaal in dichtvorm, deels mythisch, deel historisch. Het wordt toegeschreven aan een 9e-eeuwse Noorse skald, Þjóðólfr (Thjodolf) van Hvinir, hofdichter van Rögnvaldr heiðum hæra (Ragnvald Hoogberg). Deze Rögnvaldr was koning van Vestfold (een gebied langs de Oslofjord in Noorwegen) en neef van Harald Hårfagre (Harald Mooihaar), de eerste koning die heel Noorwegen onder zijn heerschappij verzamelde. De saga beschrijft de koningslijn van Fjölnir, de eerste Ynglinge-koning, tot aan Rögnvaldr. Om zijn legitimiteit als koning te versterken zou Rögnvaldr de skald hebben opgedragen om een kroniek te schrijven, waarin hij wordt beschreven als afstammeling van het Zweedse Ynglinge-geslacht, en dus van de Noordse goden.
De oorspronkelijke tekst van de Ynglingatal bestaat niet meer. De saga is echter overgeleverd in twee aparte versies, in de 12e-eeuwse Latijnse Historia Norwegiæ en in de 13e-eeuwse, Oudnoordse Heimskringla (de Ynglingesaga). De twee versies komen grotendeels overeen.
Volgens de saga stammen de koningen van Zweden en Noorwegen af van de Noordse goden. Het verhaalt hoe de goden Odin en Freyr de dynastie van de Ynglinge ("zonen van Freya") stichtten in Uppsala in Zweden. Volgens de Yngligatal was de eerste Ynglingle-koning van Zweden, Fjölnir, een zoon van Freyr en de reuzin Gerd, en was hij de eerste van zijn geslacht die niet een god was. Fjölnir zou ergens tussen de 1e eeuw v.Chr. en de 1e eeuw n.Chr. hebben geleefd.
In de 20e eeuw werd de authenticiteit van de Ynglingatal in twijfel getrokken. Volgens sommige historici, zoals Krag (1991), stamt de saga niet uit de 9e eeuw maar uit de 12e eeuw en is geen mythisch-historisch werk maar puur fictie, bedoeld als propagandamiddel voor de middeleeuwse Noorse koningen. Krag vond duidelijke Grieks-filosofische (en dus middeleeuws-christelijke) invloeden in de tekst; zo heeft de dood van elk van de vier eerste Ynglingle-koningen verband met een van de vier elementen (aarde, water, lucht en vuur) van Empedocles. Linguïstiek onderzoek bevestigde evenwel dat de Ynglingatal uit de 9e of vroeg-10e eeuw stamt, en niet later in de stijl van die periode geschreven kan zijn. Daarnaast zijn de tradities die in de tekst beschreven worden onomstotelijk van oer-Zweedse en niet middeleeuws-Noorse oorsprong.

## Koningen beschreven in de Ynglingetal
De namen zijn in het Oudnoords en in chronologische volgorde.
- Fjölnir
- Sveigðir
- Vanlandi
- Visburr
- Dómaldr
- Dómarr
- Dyggvi
- Dagr Spaka
- Agni
- Erik en Alrik
- Yngvi en Alfr
- Jörundr
- Aun
- Egil
- Óttarr
- Aðils
- Eysteinn
- Ingvar
- Braut-Önundr
- Ingjaldr hinn illráði
- Óláfr trételgja
- Hálfdan hvítbeinn
- Eysteinn Hálfdansson
- Hálfdan hinn mildi
- Guðröðr veiðikonung
- Óláfr Geirstad-Alf
- Rögnvaldr heiðum hæra